# Carabuque
Carabuque (em turco: Karabük) é uma cidade e distrito do norte da Turquia. É capital da província homónima e faz parte da região do Mar Negro. O distrito tem 790 km² de área e em dezembro de 2021 tinha 135 351 habitantes (densidade: 171,3 hab./km²), dos quais 123 309 na cidade.